# Armanda
Armanda – trzeci album studyjny polskiej grupy Łąki Łan. Został wydany 13 listopada 2012 przez Pomaton, oddział wytwórni fonograficznej Warner Music Poland.
Nagrania zrealizowano w DR Studio w Wiśle, Plan B Studio oraz Elo Studio.

## Lista utworów
| Nr  | Tytuł utworu                       | Słowa                  | Muzyka                 | Długość |
| --- | ---------------------------------- | ---------------------- | ---------------------- | ------- |
| 1.  | „Łan Pała”                         | Łąki Łan               | Łąki Łan               | 4:22    |
| 2.  | „Lovelock”                         | Łąki Łan               | Łąki Łan               | 4:01    |
| 3.  | „Dziadarap”                        | Łąki Łan               | Łąki Łan               | 4:54    |
| 4.  | „Łan For Me”                       | Łąki Łan, Chesney Snow | Łąki Łan, Chesney Snow | 4:21    |
| 5.  | „Infinite”                         | Łąki Łan, Chesney Snow | Łąki Łan, Chesney Snow | 5:44    |
| 6.  | „Pompeje”                          | Łąki Łan               | Łąki Łan               | 3:39    |
| 7.  | „Sundown” (gościnnie: Looptrotter) | Łąki Łan, Chesney Snow | Łąki Łan, Chesney Snow | 5:54    |
| 8.  | „Jammin'”                          | Łąki Łan               | Łąki Łan               | 4:15    |
| 9.  | „Pleń” (gościnnie: Kava)           | Łąki Łan               | Łąki Łan               | 4:45    |
| 10. | „Armanda”                          | Łąki Łan, Chesney Snow | Łąki Łan, Chesney Snow | 4:47    |
|     |                                    |                        |                        | 46:42   |